# Pli ary-épiglottique
 (mai 2024).
La mise en forme du texte ne suit pas les recommandations de Wikipédia : il faut le « wikifier ».
Les points d'amélioration suivants sont les cas les plus fréquents :
- Les titres sont pré-formatés par le logiciel. Ils ne sont ni en capitales, ni en gras.
- Le texte ne doit pas être écrit en capitales (les noms de famille non plus), ni en gras, ni en italique, ni en « petit »…
- Le gras n'est utilisé que pour surligner le titre de l'article dans l'introduction, une seule fois.
- L'italique est rarement utilisé : mots en langue étrangère, titres d'œuvres, noms de bateaux, etc.
- Les citations ne sont pas en italique mais en corps de texte normal. Elles sont entourées par des guillemets français : « et ».
- Les listes à puces sont à éviter, des paragraphes rédigés étant largement préférés. Les tableaux sont à réserver à la présentation de données structurées (résultats, etc.).
- Les appels de note de bas de page (petits chiffres en exposant, introduits par l'outil «  Source ») sont à placer entre la fin de phrase et le point final[comme ça].
- Les liens internes (vers d'autres articles de Wikipédia) sont à choisir avec parcimonie. Créez des liens vers des articles approfondissant le sujet. Les termes génériques sans rapport avec le sujet sont à éviter, ainsi que les répétitions de liens vers un même terme.
- Les liens externes sont à placer uniquement dans une section « Liens externes », à la fin de l'article. Ces liens sont à choisir avec parcimonie suivant les règles définies. Si un lien sert de source à l'article, son insertion dans le texte est à faire par les notes de bas de page.
- La présentation des références doit suivre les conventions bibliographiques. Il est recommandé d'utiliser les modèles {{Ouvrage}}, {{Chapitre}}, {{Article}}, {{Lien web}} et/ou {{Bibliographie}}. Le mode d'édition visuel peut mettre en forme automatiquement les références.
- Insérer une infobox (cadre d'informations à droite) n'est pas obligatoire pour parachever la mise en page.

Pour une aide détaillée, merci de consulter Aide:Wikification.
Si vous pensez que ces points ont été résolus, vous pouvez retirer ce bandeau et améliorer la mise en forme d'un autre article.
Les plis ary-épiglottiques sont des plis triangulaires de la muqueuse du larynx. Ils enveloppent des fibres ligamentaires et musculaires. Ils s'étendent des bords latéraux de l'épiglotte aux cartilages aryténoïdes, d'où leur nom "aryépiglottiques". Ils contiennent les muscles aryépiglottiques et forment les bords supérieurs de la membrane quadrangulaire. Ils jouent un rôle dans le grognement en tant que forme de phonation. Ils peuvent se rétrécir et provoquer un stridor, ou se raccourcir et causer une laryngomalacie (ou larynx mou).

## Structure
Les plis aryépiglottiques sont triangulaires. Ils sont étroits à l'avant, larges à l'arrière, et s'inclinent obliquement vers le bas et vers l'arrière. Ils prennent leur origine sur les bords latéraux de l'épiglotte. Ils s'insèrent dans les cartilages aryténoïdes.
À l'avant, ils sont délimités par l'épiglotte. À l'arrière, ils sont délimités par les sommets des cartilages aryténoïdes, les cartilages corniculés et l'échancrure interaryténoïde. Dans la partie postérieure de chaque pli aryépiglottique se trouve un cartilage cunéiforme qui forme une proéminence blanchâtre, le tubercule cunéiforme.
Les plis aryépiglottiques contiennent les muscles aryépiglottiques. Ils forment les bords supérieurs de la membrane quadrangulaire et les bords latéraux de l'ouverture du larynx.

## Fonction

### Phonation
Dans certaines circonstances, les plis aryépiglottiques participent à la phonation, par exemple dans la technique de chant du growl vocal, pratiquée par Louis Armstrong et d'autres chanteurs de jazz. L'approximation des plis aryépiglottiques pendant la vocalisation peut établir des co-oscillations soutenues à des fréquences relativement basses, produisant l'effet de grognement.

## Importance clinique

### Stridor
Si les plis aryépiglottiques rétrécissent l'entrée du larynx, ils peuvent provoquer un stridor.

### Laryngomalacie
Les plis aryépiglottiques sont raccourcis en cas de laryngomalacie, également appelé "larynx mou". Ils peuvent être enlevés chirurgicalement pour prévenir les problèmes de déglutition et la difficulté respiratoire.

## Galerie

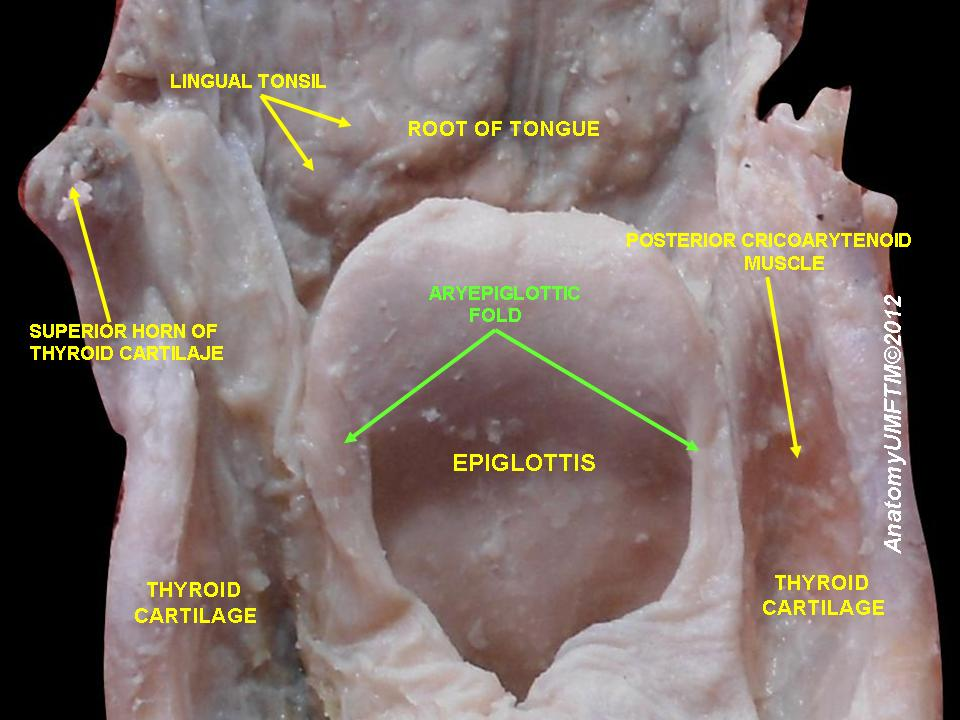
Pli ary-épiglottique
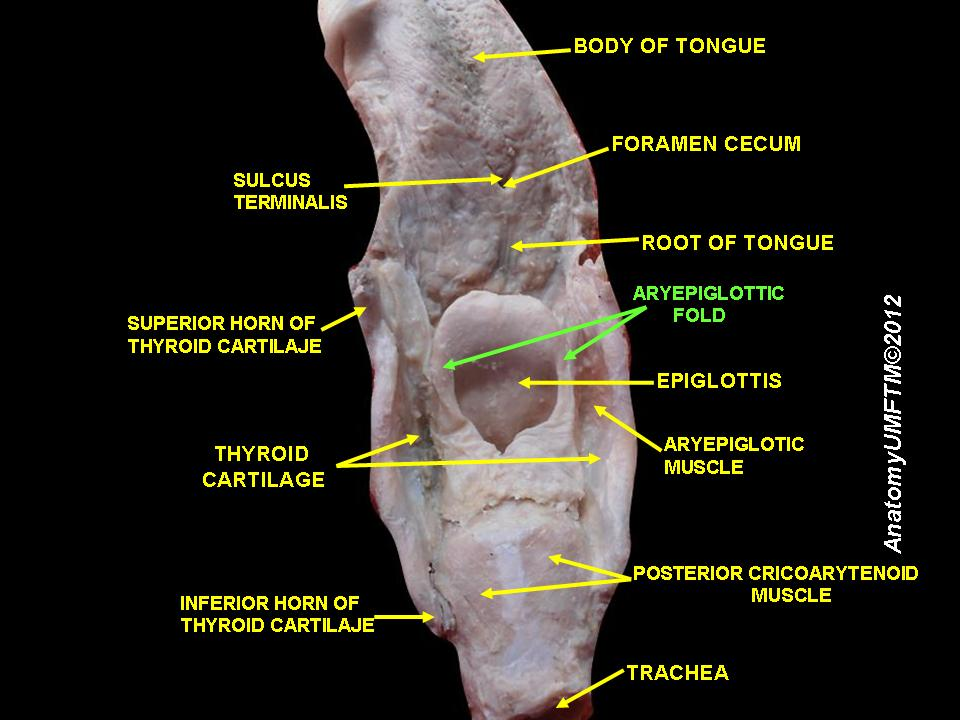
Pli ary-épiglottique
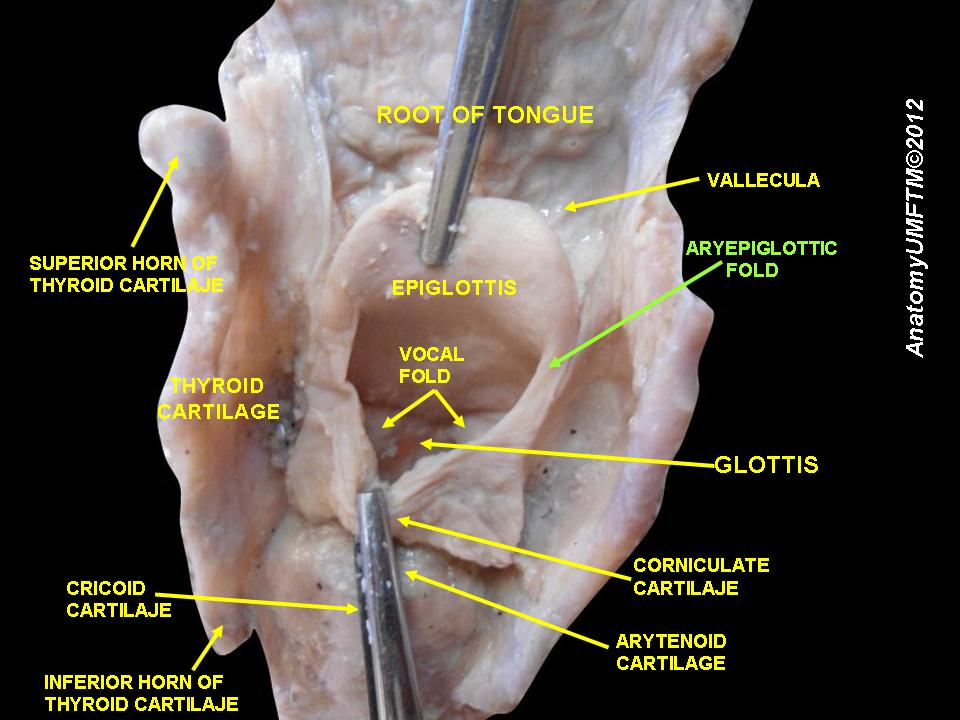
Pli ary-épiglottique
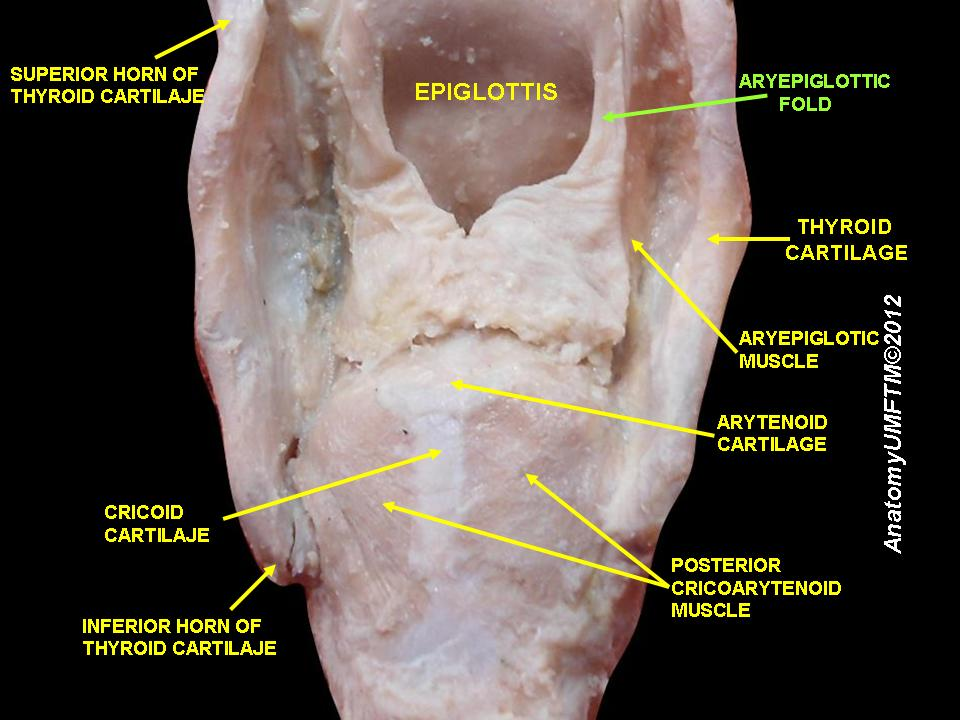
Pli ary-épiglottique
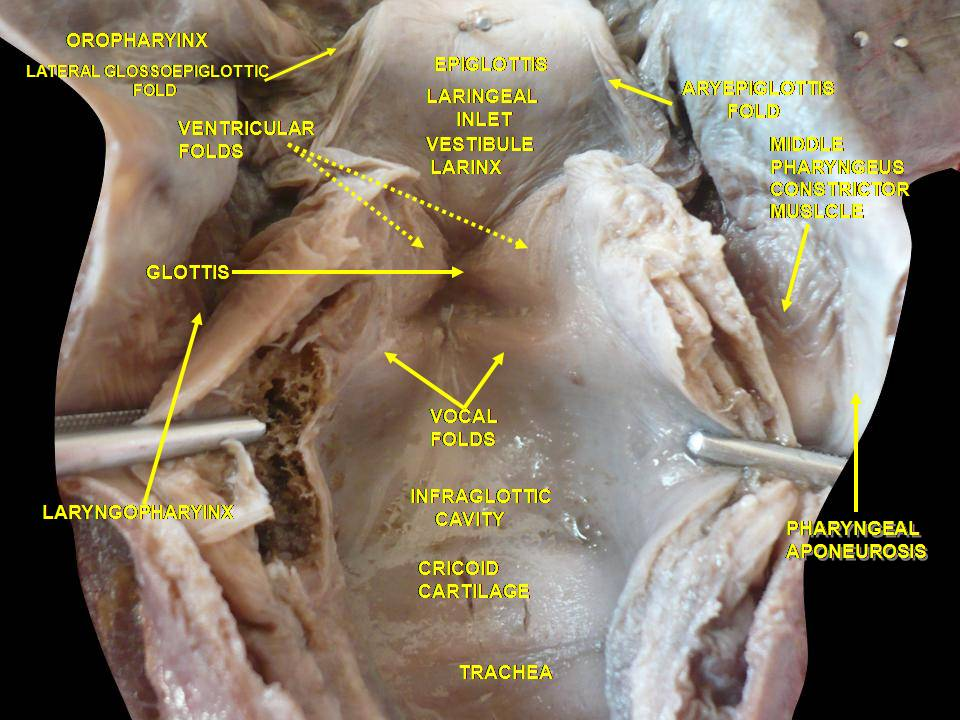
Dissection profonde du larynx, du pharynx et de la langue en vue postérieure

### Ouvrages de référence
- (de) Hals-Nasen-Ohren-Heilkunde, 12. Auflage, 2005, S.239–45.  (ISBN 978-3-540-21969-9)
- (de) Schuhmacher GH, Aumüller G, Topographische Anatomie des Menschen, Elsevier, 2004,  (ISBN 3-437-41367-8)